# Селиваниха (городской округ Истра)
Селиваниха — деревня в Истринском районе Московской области. Входит в состав муниципального образования «Городское поселение Снегири». Население — 25 чел. (2010), в деревне 2 улицы, приписаны 5 садовых товариществ, деревня имеет автобусное сообщение.
Находится примерно в 13 километрах к востоку от Истры, в 4 километрах к северу от посёлка городского типа Снегири, там же ближайшая железнодорожная станция, высота центра деревни над уровнем моря — 229 м. Соседние населённые пункты: Ленино в 0,8 км на юго-запад, Дедово-Талызино — в 1 км севернее, Турово в 1 км на восток.

## Население
| 2002 | 2006 | 2010 |
| ---- | ---- | ---- |
| 17   | ↗26  | ↘25  |

## История
В XVII—XVIII веках деревня Селиваниха относилась к Горетову стану Московского уезда, в конце XVIII века вошла в Воскресенский, затем в Звенигородский уезд Московской губернии.
Законом Московской области от 28 февраля 2005 года № 86/2005-ОЗ деревня была включена в состав городского поселения Снегири, до этого входила в Ленинский сельский округ.